# Mark Jax
Mark Jax (* in England) ist ein britischer Theater- und Filmschauspieler.

## Leben
Jax erhielt erste Rollen in Fernsehproduktionen als Episodendarsteller 1983 in der Serie Wuffer und 1984 in der Serie Die unglaublichen Geschichten von Roald Dahl. Im selben Jahr übernahm er außerdem eine Filmrolle in The Road to 1984. Von 1986 bis 1989 stellte er die Rolle des Gordon in der Fernsehserie The Two of Us dar. In unregelmäßigen Abständen folgten weitere Besetzungen als Episodendarsteller und Filmrollen unter anderen in Zeit der Dunkelheit. 1998 stellte er die Rolle des Königs Uther Pendragon im Fernsehzweiteiler Merlin dar. 2004 verkörperte er im Fernsehzweiteiler Die Kreatur – Gehasst und gejagt die Rolle des Alphonse Frankenstein.
Als Bühnendarsteller wirkte er unter anderen an Bühnenstücken des Shakespeare’s Globe, des Victoria Baths, des Young Vic, des Royal National Theatre oder auch des Royal Shakespeare Theatre.

## Filmografie (Auswahl)
- 1983: Wuffer (Fernsehserie, Episode 1x01)
- 1984: Die unglaublichen Geschichten von Roald Dahl (Tales of the Unexpected, Fernsehserie, Episode 7x02)
- 1984: The Road to 1984 (Fernsehfilm)
- 1986: Grange Hill (Fernsehserie, Episode 9x06)
- 1986–1989: The Two of Us (Fernsehserie, 5 Episoden)
- 1988: Zeit der Dunkelheit (Stealing Heaven)
- 1988: The Most Dangerous Man in the World
- 1988: Inspektor Wexford ermittelt (Ruth Rendell Mysteries, Fernsehserie, Episode 2x06)
- 1990: Living Doll
- 1990: Jupiter Moon (Fernsehserie, 11 Episoden)
- 1998: Merlin (Fernsehfilm)
- 1999: Maria – Die heilige Mutter Gottes (Mary, Mother of Jesus, Fernsehfilm)
- 2000: Am Anfang (In the Beginning, Fernsehfilm)
- 2001: The Bill (Fernsehserie, Episode 17x02)
- 2002: Doctors (Fernsehserie, Episode 3x110)
- 2002: The Vice (Fernsehserie, Episode 4x02)
- 2002: Casualty (Fernsehserie, Episode 2x06)
- 2004: Die Kreatur – Gehasst und gejagt (Frankenstein, Miniserie)
- 2007: Marco Polo (Fernsehfilm)
- 2011: Desi Boyz – Männer für eine Nacht (Desi Boyz)
- 2014: Doctors (Fernsehserie, Episode 16x109)
- 2016: Falling Snow – Zwischen Liebe und Verrat (Despite the Falling Snow)
- 2016: Das Protokoll – Mord auf höchster Ebene (De Premier)
- 2020: The Bee-eaters

## Theater (Auswahl)
- A Christmas Carol (Young Vic)
- Strange Kind of Animal (Royal National Theatre)
- Pravda (National Theatre), Keith (Arcola Theatre)
- Richard III (Arcola Theatre)
- The Lower Depths (Arcola Theatre)
- Sons Without Fathers (Arcola Theatre)
- Pressure (Park Theatre / Ambassadors Theatre)
- A Soldier in Every Son (Royal Shakespeare Theatre)
- King John (Royal Shakespeare Theatre)
- Richard III (Royal Shakespeare Theatre)
- Rough Crossings (Royal Shakespeare Theatre / Headlong Theatre)
- Mirror For Princes (Royal Shakespeare Theatre / Barbican)
- Jamaica Inn (Royal Shakespeare Theatre / Salisbury Playhouse)
- The Norman Conquests (Royal Shakespeare Theatre / Salisbury Playhouse)
- Romeo and Juliet (Royal Shakespeare Theatre / Crucible)
- Mansfield Park (Royal Shakespeare Theatre / Crucible)
- Two Planks & A Passion Northcott Exeter (West Yorkshire Playhouse)
- When We Are Married (West Yorkshire Playhouse)
- Way Of the World (Birmingham Repertory Theatre)
- Macbeth (Birmingham Repertory Theatre)
- Tenant of Wildfell Hall (Birmingham Repertory Theatre)
- Romeo and Juliet (Birmingham Repertory Theatre)
- Women Beware Women (Birmingham Repertory Theatre)